# John Paul Wild

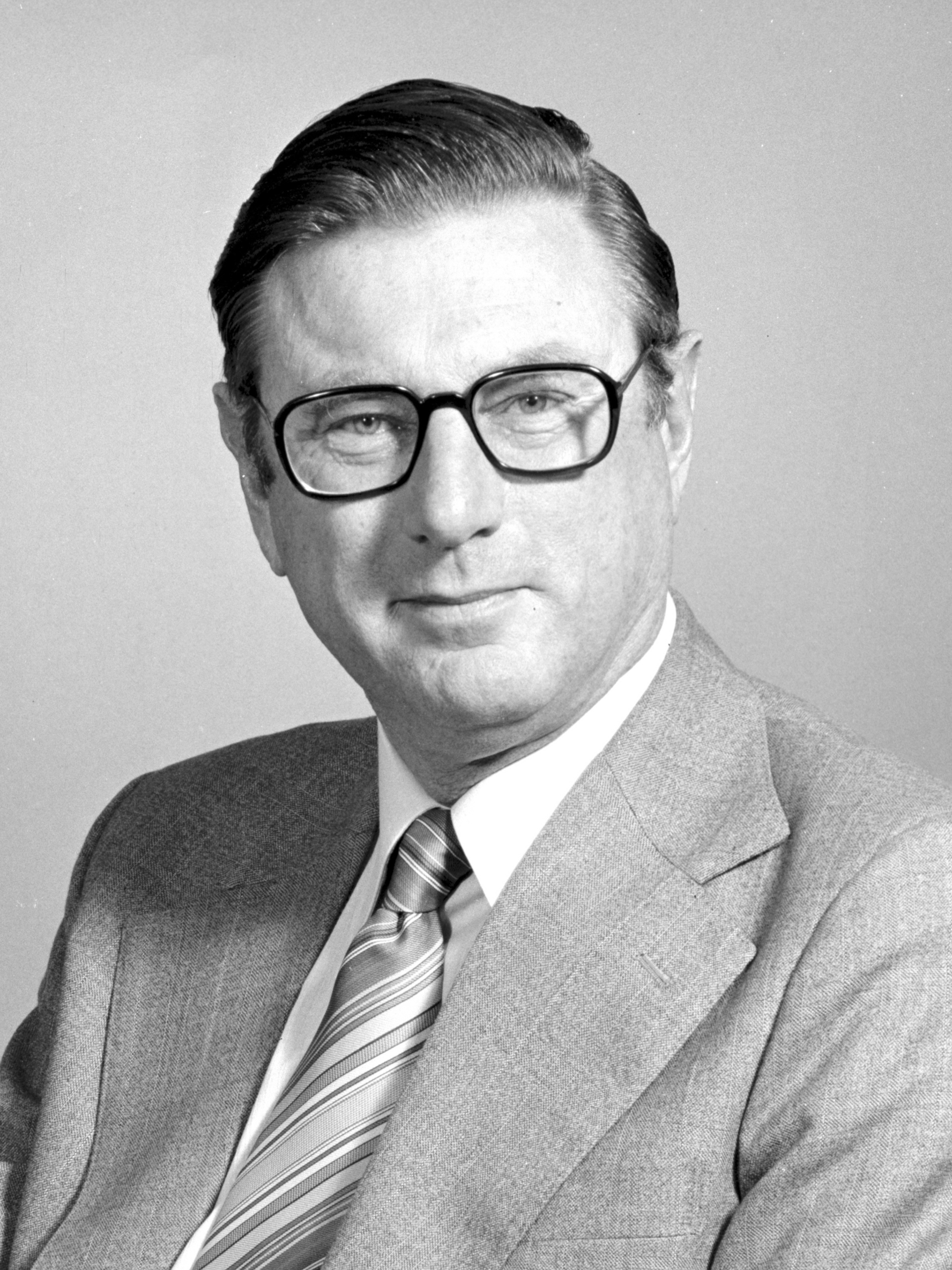
John Paul Wild

John Paul Wild (* 17. Mai 1923 in Sheffield; † 10. Mai 2008 in Canberra), auch Paul Wild genannt, war ein in Großbritannien geborener australischer Astronom und Wissenschaftsmanager. Er war ein Pionier der Radioastronomie.
Wild erhielt seine akademische Ausbildung in Mathematik und Physik an der Universität Cambridge. Im Zweiten Weltkrieg war er Radaroffizier der britischen Marine. 1947 schloss er sich der australischen Wissenschaftsorganisation CSIRO an, in der er bis zum Leiter der Abteilung für Radiophysik (1971–1977) und Vorsitzenden der CSIRO (1978–1985) aufstieg. Sein wissenschaftliches Interesse galt der Radioastronomie und Sonnenphysik. Er gehörte zu den ersten, die nach dem Zweiten Weltkrieg die neue Radiotechnik systematisch zur Untersuchung der Sonne und ihres Einflusses auf das interplanetare Medium nutzten. Von 1967 bis 1970 leitete er die Kommission für Radioastronomie der Internationalen Astronomischen Union. 1970 wurde er zum Mitglied (Fellow) der Royal Society gewählt.

## Auszeichnungen
- 1961 Mitglied der American Academy of Arts and Sciences
- 1962 Mitglied der American Philosophical Society
- 1973 Karl G. Jansky Lecture
- 1974 Herschel-Medaille
- 1980 Royal Medal
- 1978 Commander des Order of the British Empire
- 1986 Companion des Order of Australia